# Val Peat
Pour les articles homonymes, voir Peat.
Valerie J. « Val » Peat-Wild (née le 30 avril 1947 à Thurnscoe et décédée le 14 mai 1997) est une athlète britannique spécialiste du sprint. Affiliée au D. Hyman DC, elle mesurait 1,65 m pour 51 kg.

## Biographie

### Palmarès
| Date | Compétition                      | Lieu      | Résultat | Épreuve    | Performance |
| ---- | -------------------------------- | --------- | -------- | ---------- | ----------- |
| 1969 | Championnats d'Europe            | Athènes   | 3e       | 200 mètres | 23 s 3      |
| 1969 | Championnats d'Europe            | Athènes   | 3e       | 4 x 100 m  | 44 s 3      |
| 1970 | Jeux du Commonwealth britannique | Édimbourg | 2e       | 4 x 100 m  | 44 s 2      |

### Records
| Épreuve    | Performance | Lieu   | Date |
| ---------- | ----------- | ------ | ---- |
| 100 mètres | 11 s 39     | Mexico | 1968 |